# Aeolostoma
Aeolostoma là một chi bướm đêm thuộc phân họ Tortricinae của họ Tortricidae.

## Các loài
- Aeolostoma melanostoecha Diakonoff, 1953
- Aeolostoma orophila Diakonoff, 1953
- Aeolostoma scutiferana (Meyrick, 1881)